# Marcia nel fango
La Marcia nel fango (Mud March) fu un tentativo fallito di condurre un'offensiva invernale nel gennaio 1863 da parte del maggior generale Ambrose Burnside nel corso della Guerra civile americana.
In seguito alla sua disfatta nel corso della battaglia di Fredericksburg nel dicembre 1862, Burnside disperava di risollevare la sua reputazione e il morale della sua Armata del Potomac. Pianificò così di attraversare a sorpresa il fiume Rappahannock a sud di Fredericksburg (Virginia) il 1º gennaio 1863, per piombare sul fianco di Robert E. Lee.
Allo stesso tempo la cavalleria dell'esercito unionista avrebbe dovuto attraversare il Rappahannock al Kelly's Ford (il guado di Kelly), 20 miglia a nord, e colpire da meridione le retrovie di Lee, distruggendo le sue linee di rifornimento.
Il Presidente degli Stati Uniti d'America Abraham Lincoln seppe del piano tramite alcuni sbadati ufficiali dello staff di Burnside e lo bloccò, sostenendo che esso era troppo rischioso. Così Burnside rivide il suo piano, ma mutò la sequenza originaria. Anziché attraversare il Rappahannock a sud di Fredericksburg, pianificò di muovere a monte della città e di attraversare il fiume al Kelly's Ford.
Il movimento d'attacco cominciò il 20 gennaio 1863, con un tempo mite fuori stagione. Quella sera cominciò a piovere in modo insistente proseguendo per due giorni, inzuppando le strade non pavimentate e lasciandole in uno stato fangoso tale che ci si affondava fino a metà ginocchio. Dopo essersi sforzato per due giorni di muovere le truppe, i carriaggi e i pezzi d'artiglieria, Burnside si arrese alle obiezioni dei suoi subordinati e con riluttanza ordinò al suo esercito di riguadagnare la base nei pressi di Fredericksburg.
La Marcia nel fango costituì l'azione finale di Burnside al comando dell'Armata del Potomac. Lincoln lo sostituì con il maggior generale Joseph Hooker il 26 gennaio 1863.